# Panciu
Panciu (ungarisch Páncsu) ist eine Kleinstadt im Kreis Vrancea in Rumänien.

## Geographische Lage
Panciu liegt am Drum național 2L in der historischen Region Moldau im Vorland der Ostkarpaten, an den Ausläufern des Vrancea-Gebirges. Das Stadtzentrum befindet sich auf einem kleinen Höhenrücken, der im Norden und Süden von zwei Bächen begrenzt wird. Die Kreishauptstadt Focșani befindet sich etwa 30 km südlich.

## Geschichte
Die ältesten archäologischen Funde der Region stammen aus dem Paläolithikum. Im Jahr 1589 wurde Panciu unter dem Namen Crucea erstmals urkundlich erwähnt. Im 17. Jahrhundert entwickelte sich der vor allem vom Weinbau lebende Ort zu einem lokalen Verwaltungszentrum. 1798 wurde der Ortsname Panciu erstmals erwähnt.  Neben Rumänen lebten in Panciu auch viele Juden (1.410 im Jahr 1900). 1907 kam es im Rahmen des Bauernaufstandes in Rumänien auch in Panciu zu Unruhen. Der Ort war mehrfach von Katastrophen betroffen; so durch ein Feuer 1869, durch ein Erdbeben 1894 und durch Kampfhandlungen im Ersten Weltkrieg 1916. Am schwersten wirkte sich ein Erdbeben am 10. November 1940 mit einer Stärke von 7,4 auf der Richter-Skala aus. 42 Personen wurden getötet, 70 schwer verletzt und nahezu der ganze Ort zerstört. Die anschließend wieder aufgebaute Stadt besteht zum großen Teil aus Plattenbauten.
Heute sind neben dem Weinbau die Textilindustrie und die Lebensmittelverarbeitung von vorrangiger Bedeutung.

## Bevölkerung
Bei der Volkszählung 2002 wurden in der Stadt 8903 Einwohner registriert, darunter 8839 Rumänen und 55 Roma. 5327 lebten in der eigentlichen Stadt, die übrigen in den eingemeindeten Ortschaften.

## Verkehr
Panciu ist Endhaltestelle der Bahnstrecke Mărășești–Panciu von Buzău kommend, welche seit 2011 nur noch für den Güterverkehr eingesetzt wird.

## Sehenswürdigkeiten
- Kloster Brazi (17./18. Jahrhundert)
- historische Weinkeller (18./19. Jahrhundert)
- jüdischer Friedhof (19. Jahrhundert)

## Persönlichkeiten
- Ioan Slavici (1848–1925), Schriftsteller
- Gheorghe Alexianu (1897–1946), Gouverneur Transnistriens von 1941 bis 1944, geboren in Străoane.[10]
- Dan Nica (* 1960), Politiker